# نونه سارگسیان
نونه سارکیسیان (Նունե Սարգսյան؛ زادهٔ ۲۶ مارس ۱۹۵۴) همسر رئیس‌جمهور ارمنستان، آرمن سارگسیان و بانوی اول کنونی ارمنستان است.

## زندگی‌نامه
وی در ۲۶ مارس ۱۹۵۴ در ایروان، پایتخت جمهوری شوروی سوسیالیستی ارمنستان به دنیا آمد. پدر وی روزنامه‌نگار در روزنامه محلی «World of Books» و مادرش معلم مدرسه بود. وی همسرش آرمن سارگسیان در سال ۱۹۶۸ در ایروان در یک مدرسه ملاقات نمود. پس از فارغ‌التحصیل از دانشگاه دولتی ایروان در ایروان در Research Institute of Ancient Manuscripts به فعالیت پرداخت. در سال ۱۹۹۱ وی به همراه همسرش و دو پسرش به لندن نقل مکان نمود. از زمان اقامت در لندن شروع به نوشتن مقالاتی در موضوعات هنری، موسیقایی، فرهنگی بعلاوه داستان‌های کوتاه برای کودکان نمود. کتاب‌های وی به شدت در ارمنستان محبوب شده‌اند و به زبان‌های روسی، اوکراینی و انگلیسی چاپ شده‌اند.
هنگامی که نونه در بریتانیا زندگی می‌کرد، به همراه دو پسرش شهروندی بریتانیا را نیز اخذ نمود.

## جوایز و افتخارات
- ایتالیا: شوالیه صلیب بزرگ نشان شایستگی از جمهوری ایتالیا[۵]

## نگارخانه

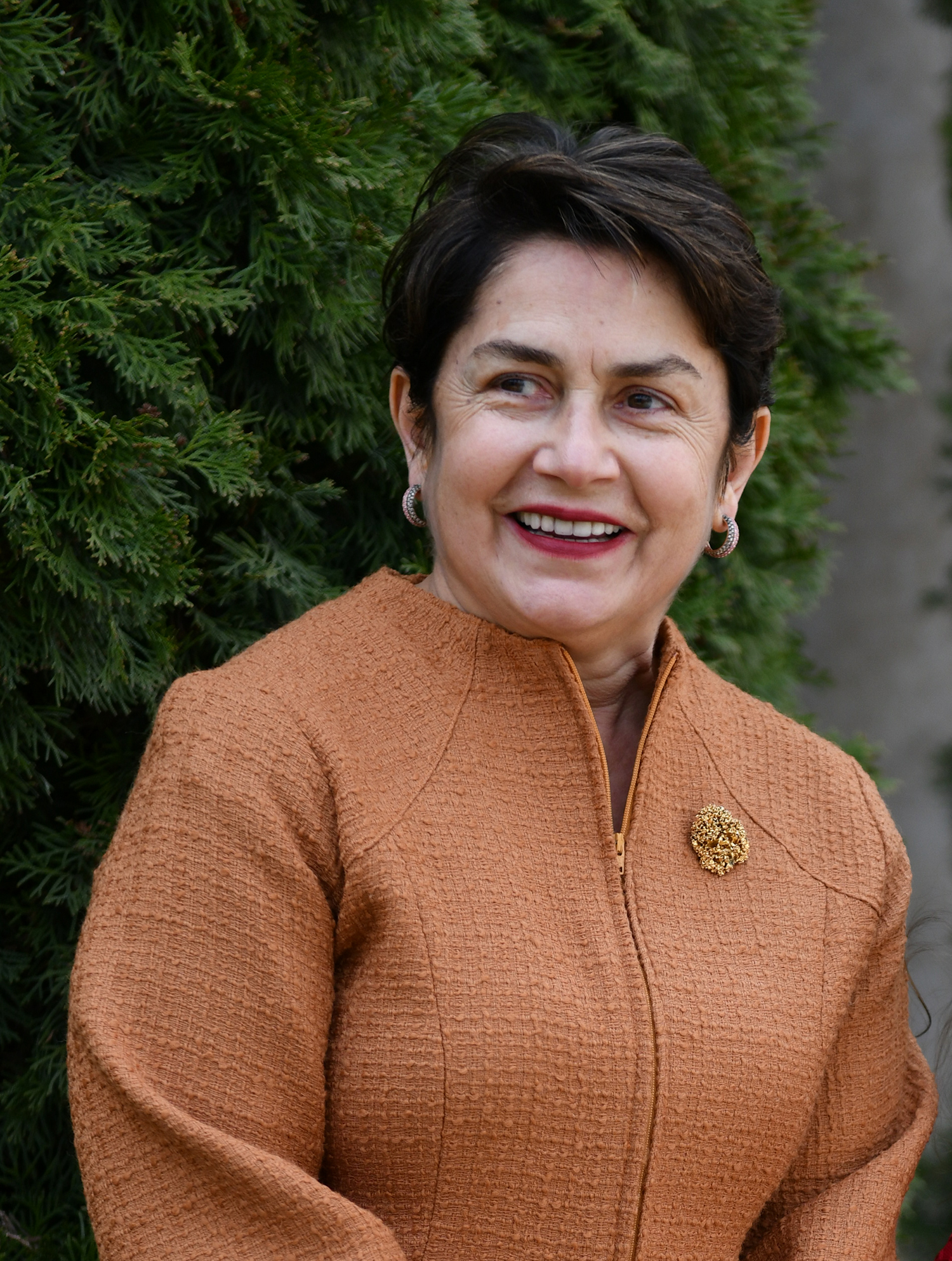

## توضیحات
1. ↑  Her surname is also rendered as Sargsyan.